# Retroposon
Als Retroposon bzw. Nicht-LTR-Transposon bezeichnet man eine transponible, also springende DNA-Sequenz, die als mobile Zwischenstufe RNA nutzen (Retroelemente), jedoch keine flankierenden Wiederholungssequenzen (long terminal repeats) besitzen. Oftmals, auch in manchen Lehrbüchern, wird der Begriff "Retroposon" fälschlicherweise als Abkürzung für "Retrotransposon" beschrieben und mit ihnen gleichgesetzt. Retrotransposons, genauer gesagt LTR-Retrotransposons nutzen einen vollkommen anderen Transpositionsmechanismus und sind somit nicht mit Retroposons gleichzusetzen.
Retroposons besitzen oft eine poly(A)-Region, weswegen man davon ausgeht, dass sie transkribiert werden, durch eine Reverse Transkriptase in cDNA umgeschrieben werden und wieder integrieren. Dies bezeichnet man auch als Retroposition.
Bekannte Retroposons sind:
- der I-Faktor in Drosophila melanogaster
- SINEs in Säugetieren
- IVS-Elemente der rRNA in Insekten
- das Cin4-Element im Mais